# گورستان یوخاری اوزال لیک تپه ۱
قبرستان ۱ یوخاری اوزال لیک تپه در شهرستان بوئین‌زهرا، بخش آوج، روستای استلج واقع شده و این اثر در تاریخ ۲۵ خرداد ۱۳۸۱ با شمارهٔ ثبت ۵۷۵۵ به‌عنوان یکی از آثار ملی ایران به ثبت رسیده است.